# Liste des conseillers départementaux du Cantal
Pour un article plus général, voir Conseil départemental du Cantal.
Cet article établit la liste des conseillers départementaux du Cantal, ainsi que celle des anciens conseillers généraux élus depuis 2008.

## Période 2015-2021
À la suite du redécoupage cantonal validé en 2014, les élections départementales françaises ont lieu en mars 2015 et concernent, pour le Cantal, 15 cantons à la tête de chacun desquels est élu un binôme composé d'un homme et d'une femme, soit au total 30 conseillers départementaux, élus pour six ans.

### Composition du conseil départemental du Cantal (30 sièges)
| Parti                                | Sigle | Sigle | Élus |
| ------------------------------------ | ----- | ----- | ---- |
| Majorité (22 sièges)                 |       |       |      |
| Union pour un mouvement populaire    |       | UMP   | 9    |
| Divers droite                        |       | DVD   | 12   |
| Union des démocrates et indépendants |       | UDI   | 1    |
| Opposition (8 sièges)                |       |       |      |
| Parti radical de gauche              |       | PRG   | 4    |
| Parti socialiste                     |       | PS    | 3    |
| Divers gauche                        |       | DVG   | 1    |
| Président du Conseil Départemental   |       |       |      |
| Vincent Descoeur (UMP)               |       |       |      |

### Liste des conseillers départementaux du Cantal
| Canton                 | Conseillers              | Parti | Parti |
| ---------------------- | ------------------------ | ----- | ----- |
| Arpajon-sur-Cère       | Vincent Descœur          |       | UMP   |
| Arpajon-sur-Cère       | Isabelle Lantuejoul      |       | UMP   |
| Aurillac-1             | Jamal Belaïdi            |       | DVD   |
| Aurillac-1             | Sylvie Lachaize          |       | UMP   |
| Aurillac-2             | Martine Besombes         |       | DVD   |
| Aurillac-2             | Jean Antoine Moins       |       | UMP   |
| Aurillac-3             | Alain Calmette           |       | PS    |
| Aurillac-3             | Josiane Costes           |       | PRG   |
| Mauriac                | Jean-Yves Bony           |       | UMP   |
| Mauriac                | Marie-Hélène Chastre     |       | DVD   |
| Maurs                  | Dominique Beaudrey       |       | UMP   |
| Maurs                  | Cédric Faure             |       | UMP   |
| Murat                  | Bernard Delcros          |       | DVD   |
| Murat                  | Ghyslaine Pradel         |       | DVD   |
| Naucelles              | Bruno Faure              |       | UMP   |
| Naucelles              | Marie-Hélène Roquette    |       | UMP   |
| Neuvéglise-sur-Truyère | Céline Charriaud         |       | DVD   |
| Neuvéglise-sur-Truyère | Jean-Jacques Monloubou   |       | DVD   |
| Riom-ès-Montagnes      | Valérie Cabecas Roquier  |       | DVD   |
| Riom-ès-Montagnes      | Charles Rodde            |       | DVD   |
| Saint-Flour-1          | Didier Achalme           |       | DVD   |
| Saint-Flour-1          | Aline Hugonnet           |       | DVD   |
| Saint-Flour-2          | Christiane Meyroneinc    |       | PS    |
| Saint-Flour-2          | Gérard Salat             |       | PS    |
| Saint-Paul-des-Landes  | Patricia Benito          |       | PRG   |
| Saint-Paul-des-Landes  | Michel Cabanes           |       | PRG   |
| Vic-sur-Cère           | Annie Delrieu-Tourtoulou |       | DVD   |
| Vic-sur-Cère           | Philippe Fabre           |       | UDI   |
| Ydes                   | Daniel Chevaleyre        |       | PRG   |
| Ydes                   | Mireille Leymonie        |       | DVG   |

## Période 2011-2015
Entre 1973 et 2015, le Cantal comptait vingt-sept cantons et autant de conseillers généraux. Cette section récapitule les conseillers généraux et les cantons du Cantal, à la suite des élections cantonales de 2008 et de 2011 (renouvellement par moitié lors de ces deux dates).

### Composition du conseil général du Cantal (27 sièges)
| Parti                                | Sigle | Sigle | Élus |
| ------------------------------------ | ----- | ----- | ---- |
| Majorité (20 sièges)                 |       |       |      |
| Union pour un mouvement populaire    |       | UMP   | 10   |
| Divers droite                        |       | DVD   | 7    |
| Union des démocrates et indépendants |       | UDI   | 2    |
| Debout la France                     |       | DLF   | 1    |
| Opposition (7 sièges)                |       |       |      |
| Parti socialiste                     |       | PS    | 4    |
| Parti radical de gauche              |       | PRG   | 2    |
| Divers gauche                        |       | DVG   | 1    |
| Président du Conseil général         |       |       |      |
| Vincent Descoeur (UMP)               |       |       |      |

### Liste des conseillers généraux duCantal
| Canton                                  | Circonscription | Conseiller général     | Parti | Série |
| --------------------------------------- | --------------- | ---------------------- | ----- | ----- |
| Arrondissement d'Aurillac               |                 |                        |       |       |
| canton d'Arpajon-sur-Cère               | 1               | Jean-Pierre Delpont    | DVD   | 2011  |
| Canton d'Aurillac-I                     | 1               | Josiane Costes         | PRG   | 2012  |
| Canton d'Aurillac-II                    | 1               | Florence Marty         | PS    | 2008  |
| Canton d'Aurillac-III                   | 1               | Charly Delamaide       | PS    | 2008  |
| Canton d'Aurillac-IV                    | 1               | Philippe Fabre         | UDI   | 2010  |
| Canton de Jussac                        | 1               | Jacques Markarian      | PS    | 2008  |
| Canton de Laroquebrou                   | 1               | Michel Cabanes         | DVG   | 2008  |
| Canton de Maurs                         | 1               | François Vermande      | DLR   | 2011  |
| Canton de Montsalvy                     | 1               | Vincent Descoeur       | UMP   | 2011  |
| Canton de Saint-Cernin                  | 1               | François Lachaze       | UMP   | 2011  |
| Canton de Saint-Mamet-la-Salvetat       | 1               | Éric Février           | DVD   | 2011  |
| Canton de Vic-sur-Cère                  | 1               | Louis-Jacques Liandier | UMP   | 2008  |
| Arrondissement de Mauriac               |                 |                        |       |       |
| canton de Champs-sur-Tarentaine-Marchal | 2               | Daniel Chevaleyre      | DVG   | 2011  |
| Canton de Mauriac                       | 2               | Gérard Leymonie        | UMP   | 2011  |
| Canton de Pleaux                        | 2               | Jean-Yves Bony         | UMP   | 2008  |
| Canton de Riom-ès-Montagnes             | 2               | Guy Delteil            | UMP   | 2008  |
| Canton de Saignes                       | 2               | Stéphane Briant        | UDI   | 2008  |
| Canton de Salers                        | 2               | Bruno Faure            | DVD   | 2011  |
| Arrondissement de Saint-Flour           |                 |                        |       |       |
| Canton d'Allanche                       | 2               | Christian Leoty        | UMP   | 2008  |
| Canton de Chaudes-Aigues                | 2               | Madeleine Baumgartner  | DVD   | 2011  |
| Canton de Condat                        | 2               | Jean Mage              | UMP   | 2011  |
| Canton de Massiac                       | 2               | Alain Marleix          | UMP   | 2008  |
| Canton de Murat                         | 2               | Bernard Delcros        | DVD   | 2011  |
| Canton de Pierrefort                    | 2               | Louis Galtier          | UMP   | 2008  |
| Canton de Ruynes-en-Margeride           | 2               | Louis Clavilier        | UMP   | 2008  |
| Canton de Saint-Flour-Nord              | 2               | Henry Barthélémy       | UMP   | 2011  |
| Canton de Saint-Flour-Sud               | 2               | Gérard Salat           | PS    | 2011  |

## À voir aussi